# Ryan Harrow
Ryan Harrow (Fort Lauderdale, 22 aprile 1991) è un cestista statunitense con cittadinanza giamaicana.